# Gammel Estrup

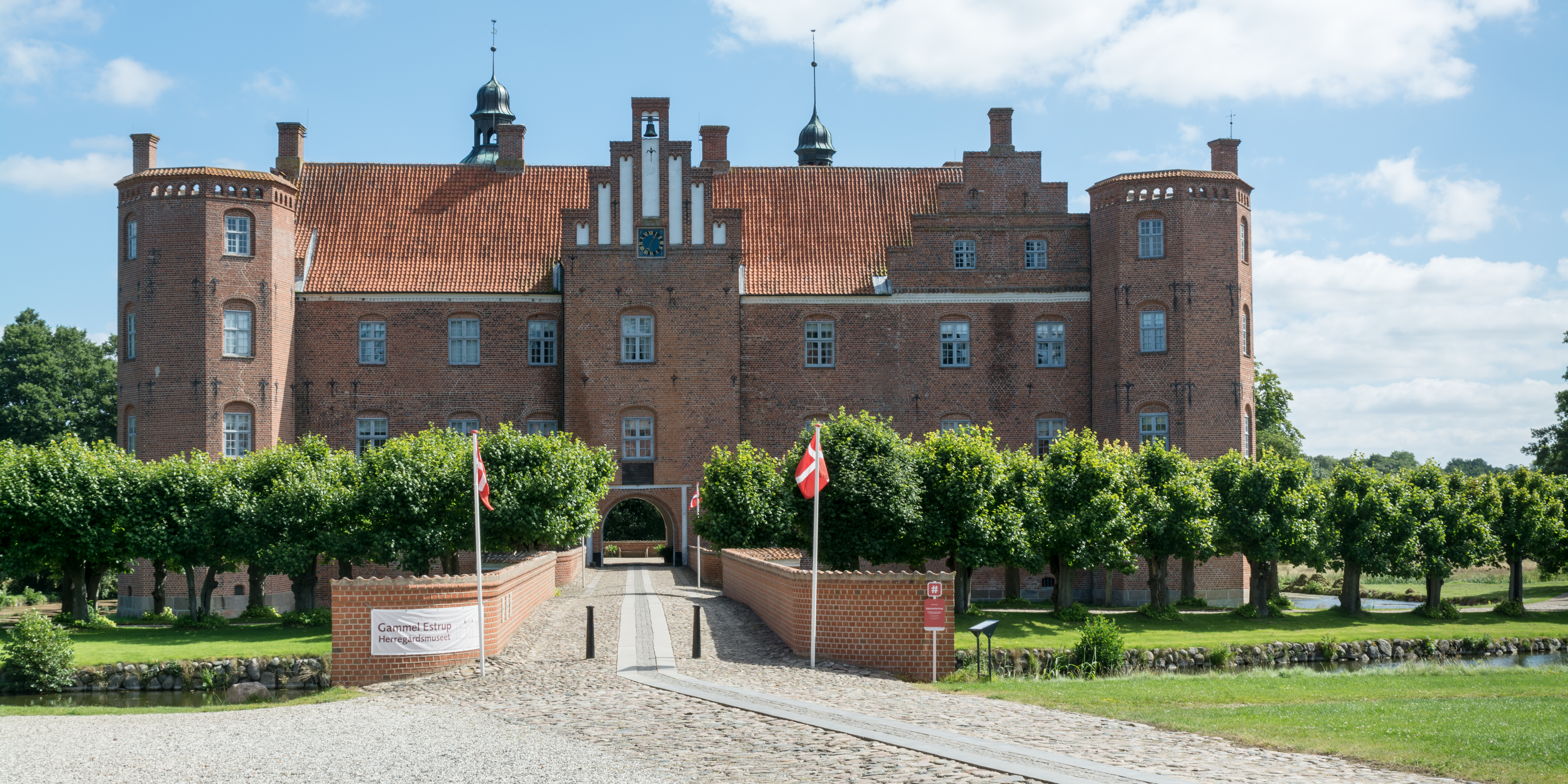
Das Herrenhaus von Gammel Estrup

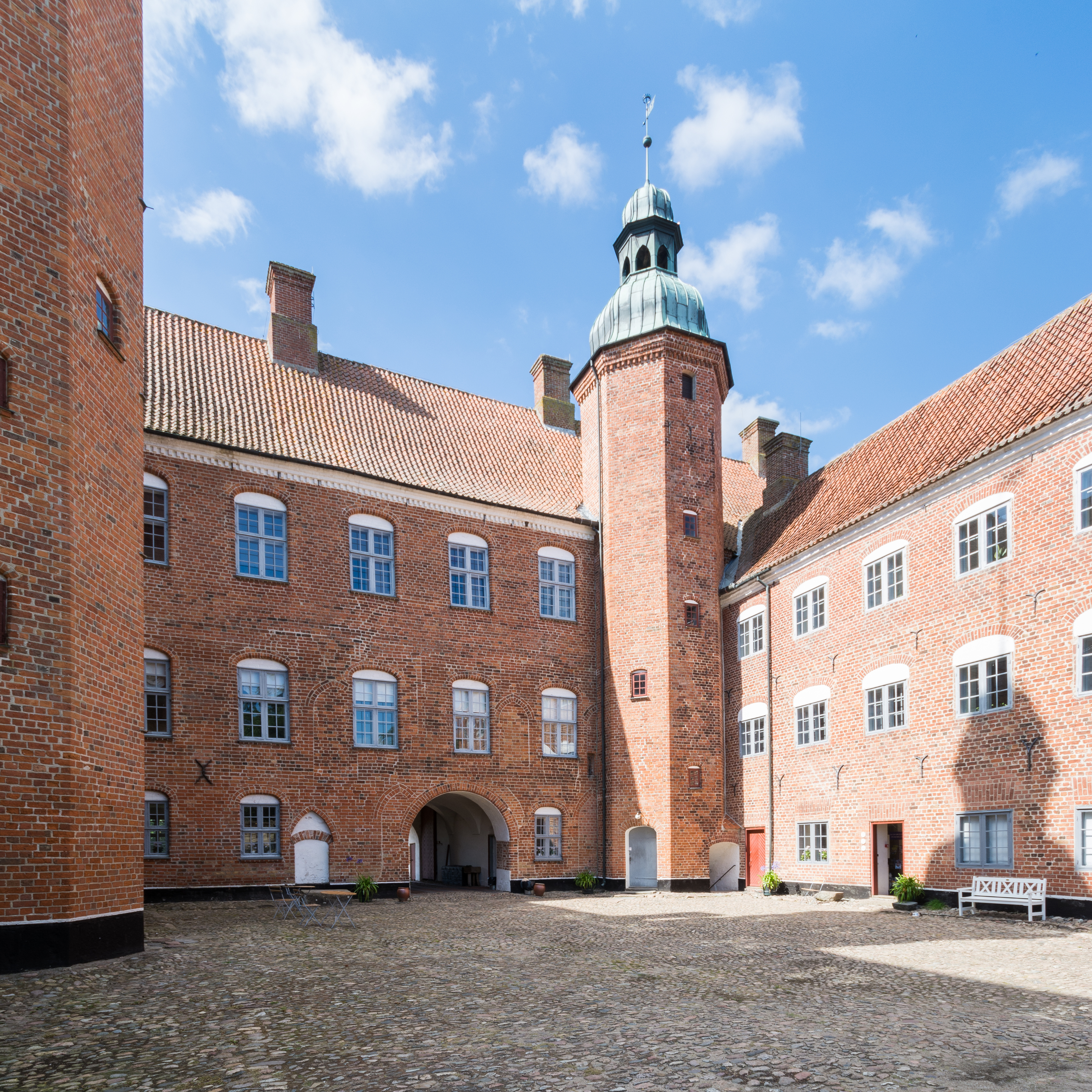
Innenhof

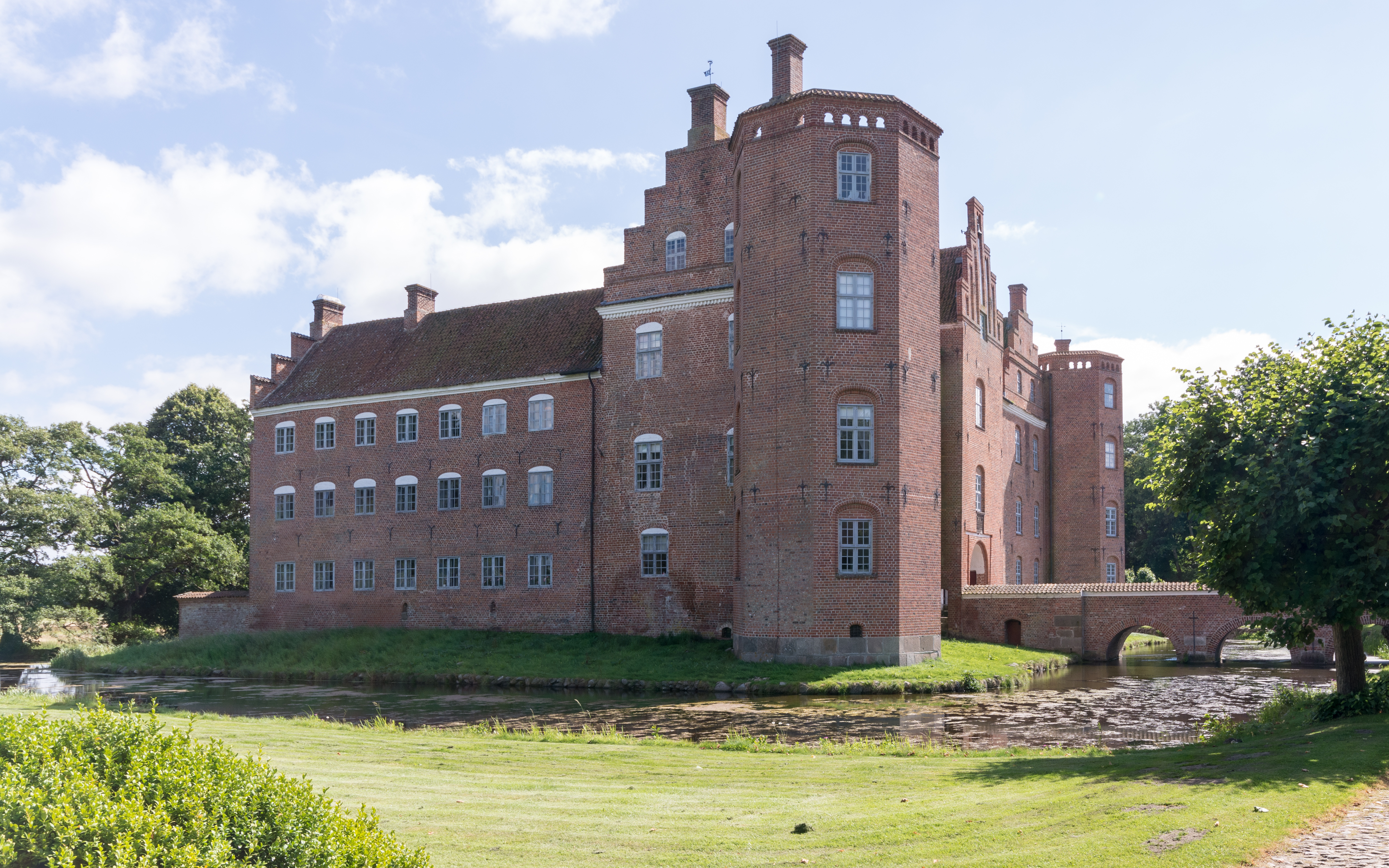
Seitenansicht

Gammel Estrup (deutsch Alt-Estrup) ist ein ehemaliger Herrensitz (dänisch herregård) in Dänemark. Er liegt westlich des Ortes Auning auf der Halbinsel Djursland und beherbergt heute zwei Museen: Danmarks Herregårdsmuseum widmet sich der Geschichte und Lebensart des Landadels; Det grønne Museum präsentiert Jagd, Wald, Landwirtschaft und Ernährung.

## Geschichte
Das Schloss Gammel Estrup wurde Ende des 14. Jahrhunderts errichtet und Anfang des 16. im Renaissancestil umgestaltet. Das Gut befand sich bis 1625 im Besitz der Familie Brocks, später bis 1926 der Familie Skeel/Scheel (1697 bis 1921 als Stammhaus). Durch seine Lage auf dem Gelände einer alten Wallanlage, umgeben von Sumpfwiesen, war es lange nahezu uneinnehmbar. Der größte Teil des Westflügels stammt aus dem 16. Jahrhundert, der übrige Teil des Hauptgebäudes wurde im 17. Jahrhundert erbaut. Gammel Estrup war im 18. Jahrhundert eines der größten Güter des Landes. Das Schloss wurde in dieser Zeit von Augusta von Winterfeldt-Gräfin Skeel (1697–1740) aufwendig um- und ausgebaut.

## Museen
Danmarks Herregårdsmuseum (dt. Dänisches Gutsmuseum) im alten Hauptgebäude wurde bereits 1930 als Jütländisches Gutsmuseum gegründet. Es widmet sich allen Aspekten der adligen Gutsherrschaft, etwa Geschichte, Wohnkultur, Architektur, Landschaft, Landwirtschaft und ökonomische Entwicklung, in dänischer und internationaler Perspektive.
Die Orangeriegebäude wurden in den Jahren 1725 bis 1726 erbaut. Jedes der Gebäude wurde mit einem Kachelofen versehen, da die Orangerien teils für die Überwinterung frostempfindlicher Pflanzen benutzt wurden. Auch exotische Gewächse wie Lorbeer, Pomeranzen, Orangen und Zitronen wurden gezüchtet. Im Park wurde ein Obstgarten angelegt, in dem 200 Jahre alte dänische Apfelsorten gezüchtet werden, darunter Gravensteiner, Skovfoged und Flaschenapfel.
Der botanische Garten von Gammel Estrup umfasst eine ansehnliche Sammlung von Heilpflanzen, Gewürzkräutern, Nutz- und Ackerpflanzen. Die Tabakpflanzen repräsentieren eine Episode in der Geschichte des dänischen Ackerbaus. Sie sind Ableger einer Tabaksorte, die hier während des Zweiten Weltkrieges gezüchtet wurde.
Det grønne Museum (dt. Das grüne/nachhaltige Museum, vormals Dänisches Landwirtschaftsmuseum) präsentiert die Themen Jagd, Wald, Landwirtschaft und Ernährung. Dabei wendet sich die Ausstellung besonders an Familien mit Kindern. Haus- und Nutztiere werden in natura gezeigt. In der Schmiede wird altes Handwerk demonstriert. Zahlreiche landwirtschaftliche Geräte und Maschinen illustrieren die  technische Entwicklung der dänischen Landwirtschaft in den letzten 300 Jahren.